# 海姆理論
海姆理論，首次於1957年由德國物理學家布克哈德海姆公佈，該理論嘗試發展理論物理學萬有理論。海姆理論只得到科學文獻的少量注意，並被視為非主流科學，卻引起普遍和邊緣媒體的興趣。
海姆嘗試解決量子理論和廣義相對論之間的兼容問題。為了解決這個問題，他開發了量化時空的數學公式。其他物理學家都嘗試套用海姆理論到非傳統太空飛行器推進和超光速的概念，以及暗物質的來源。
海姆聲稱他的理論可以從基本物理常數，直接推導出粒子質量，公式所得到的質量亦符合實驗結果，但這個主張並未被證實。
海姆理論公式是建立於六維或以上的數學空間，並採用海姆自己建立的遞迴關係式。
傑弗里·蘭迪斯曾經將一个科幻小說的橋段與發明海姆理論的背景故事進行比較。